# Антонін Рюкл
Антонін Рюкл (22 вересня 1932 — 12 липня 2016) — чеський астроном, картограф та письменник. На його честь названо астероїд 15395 Рюкл.
Народився у Чаславі, Чехословаччина. Ще студентом розвинув зацікавлення в астрономії, яке зрештою виявилося пожиттєвим. 1956 року Рюкл закінчив Чеський технічний університет, після чого долучився до співробітників астрономічного відділення Інституту геодезії у Празі.
1960 року він працює у Празькому планетарії, де згодом стає спершу заступником директора, а потім і директором. Також він був головою Планетного відділу Астрономічного товариства Чехословаччини, а з 1996 по 1999 виконував роль віце-президента Міжнародної конференції директорів планетаріїв. На пенсію вийшов наприкінці 1999, але навіть після цього продовжував працювати над програмами для планетаріїв.
Протягом своєї кар'єри Антонін Рюкл був популяризатором астрономії й написав чимало книжок на цю тематику. Також він спеціалізувався на картографії та селенографії (створення карт поверхні Місяця). Багато своїх книг він проілюстрував сам; серед таких — його Атлас Місяця, високо цінований у середовищі астрономів.
Мав дружину Соню, яка померла за кілька років до нього. У них лишились дочка Яна і син Міхал.

## Відзнаки
- Премія Бруно Бюргеля (2004)